# Gouvernement Thiam I
Jean Collin occupe le poste stratégique de secrétaire de la présidence de la république du Sénégal. Il est plus ou moins officiellement numéro deux du gouvernement de Habib Thiam, et obtient lui aussi le titre de ministre d'État.
Abdou Diouf décide seul la composition du nouveau gouvernement, sans consulter au préalable le Premier ministre.
La composition du premier gouvernement Thiam de janvier 1981 est la suivante:
| Fonction                                                             | Nom                    |
| -------------------------------------------------------------------- | ---------------------- |
| Premier ministre                                                     | Habib Thiam            |
| Ministre d'État, ministre des Affaires culturelles                   | Assane Seck            |
| Ministre d'État, ministre de la Justice                              | Alioune Badara Mbengue |
| Ministre d'État, ministre de l'Équipement                            | Adrien Senghor         |
| Ministre d'État, ministre des Affaires étrangères                    | Moustapha Niasse       |
| Ministre de l'Intérieur                                              | Médoune Fall           |
| Ministre des Forces armées                                           | Daouda Sow             |
| Ministre de l'Économie et des Finances                               | Ousmane Seck           |
| Ministre de l'Enseignement supérieur et de la Recherche scientifique | Djibril Sené           |
| Ministre de l'Urbanisme, de l'Habitat et de l'Environnement          | Oumar Wele             |
| Ministre de l'Éducation nationale                                    | Abdel Kader Fall       |
| Ministre déléguée auprès du Premier ministre                         | Caroline Faye Diop     |
| Ministre du Plan et de la Coopération                                | Louis Alexandrenne     |
| Ministre du Développement rural                                      | Serigne Lamine Diop    |
| Ministre du Développement industriel et de l'Artisanat               | Cheikh Amidou Kane     |
| Ministre du Commerce                                                 | Falilou Kane           |
| Ministre de l'Information et des Télécommunications                  | Djibo Leyti Kâ         |
| Ministre de la Santé publique                                        | Mamadou Diop           |
| Ministre de l'Action sociale                                         | Babacar Diagne         |
| Ministre de la Fonction publique, de l'Emploi et du Travail          | Alioune Diagne         |